# 22e congresdistrict van Californië

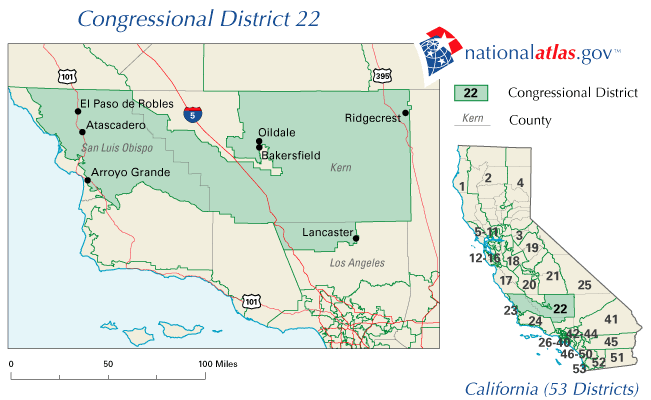
Kaart van het 22e congresdistrict van Californië

Het 22e congresdistrict van Californië, vaak afgekort als CA-22, is een kiesdistrict voor het Amerikaanse Huis van Afgevaardigden. Tegenwoordig omvat het district een gebied in het zuidwesten van Californië. Het bestaat uit delen van de county's San Luis Obispo, Kern en Los Angeles. Bakersfield, dat ook deels in het 20e district ligt, is de belangrijkste stad in het district. Zo'n 82,5% van de bevolking woont in een stedelijke omgeving. De wijken van Bakersfield met veel Afro-Amerikanen en Hispanics, die traditioneel Democratisch stemmen, liggen ten gevolge van gerrymandering in het Democratische 20e district. Het 22e district is bijgevolg een sterk bastion voor de Republikeinse Partij; het is het meest Republikeinse congresdistrict van Californië.
De Republikein Kevin McCarthy vertegenwoordigt het 22e district sinds 3 januari 2007 in het Huis van Afgevaardigden. In de meest recente presidentsverkiezingen behaalden de Republikeinse kandidaten ook steeds de overwinning. In 2008 behaalde senator John McCain 59,7%. George W. Bush overtuigde in 2000 en 2004 respectievelijk 48,8% en 67,9% van de kiezers, twee keer goed voor een overwinning.